# Čechtice
Čechtice (německy Tschechtitz) jsou městys v okrese Benešov ve Středočeském kraji, 33 km jihovýchodně od Benešova, přičemž jižní část katastru obce tvoří hranici okresů Benešov a Pelhřimov. Žije zde přibližně 1 400 obyvatel.

## Poloha obce
Čechtice se nacházejí v Křemešnické vrchovině, v nadmořské výšce 478 m (náměstí). Nejvyšší bod katastru – Horka se nachází až v 604 m n. m. V Čechticích sídlí[zdroj?] Mikroregion Želivka (zal. 1999), který sdružuje 18 obcí jihovýchodního Benešovska.
Nejbližšími městy jsou: Vlašim (15 km SZ), Zruč nad Sázavou (19 km S) a Pacov (21 km J).

## Historie

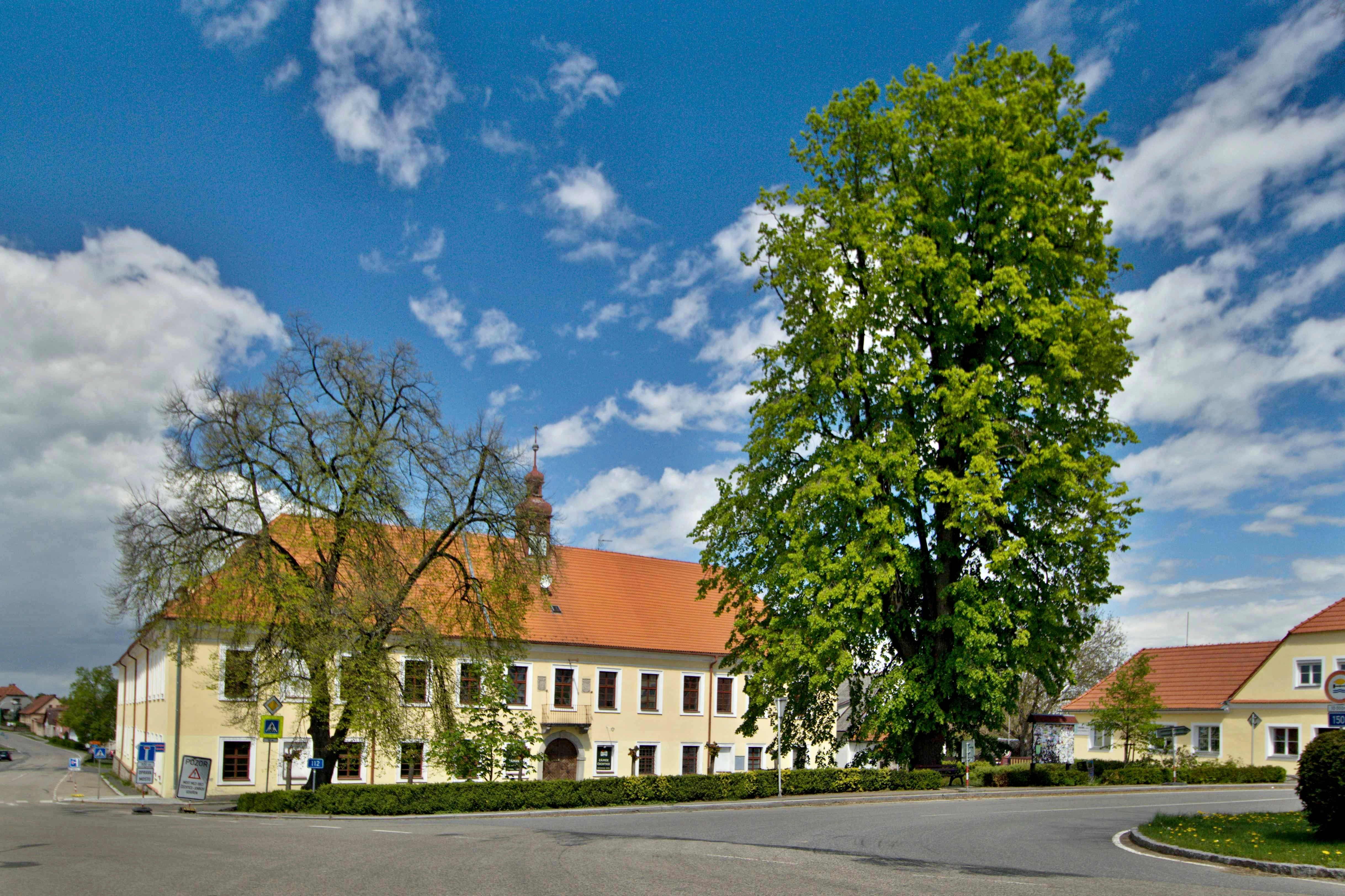
Čechtický zámek ve středu obce

Čechtice jsou poprvé připomínány v roce 1316, kdy byly v majetku vladyků z Čechtic. Majitelé zdejšího panství se ale poměrně často střídali, častokrát si za své sídlo zvolili jiné, podobně velké okolní obce (Křivsoudov, Dolní Kralovice).
V letech 1655–1658 vznikl na náměstí trojkřídlý zámek, ve kterém od té doby sídlili správci panství. V letech 1835–1844 pobýval na katastru obce, na zámečku v Růžkových Lhoticích, hudební skladatel Bedřich Smetana. V roce 1926 odkoupila obec zámek na náměstí a změnila ho na školu.
Po druhé světové válce byl znárodněn veškerý majetek knížecí rodiny Auerspergů. Dne 29. srpna 1950 bylo v Čechticích založeno JZD, předchůdce dnešního Zemědělského družstva Čechtice. Od 12. dubna 2007 byl obci vrácen status městyse.[nedostupný zdroj]

### Územněsprávní začlenění
Dějiny územněsprávního začleňování zahrnují období od roku 1850 do současnosti. V chronologickém přehledu je uvedena územně administrativní příslušnost obce v roce, kdy ke změně došlo:
- do 1849 země česká, kraj Čáslav, soudní okres Dolní Kralovice
- 1850 země česká, kraj Pardubice, politický okres Ledeč, soudní okres Dolní Kralovice[6]
- 1855 země česká, kraj Čáslav, soudní okres Dolní Kralovice
- 1868 země česká, politický okres Ledeč, soudní okres Dolní Kralovice
- 1939 země česká, Oberlandrat Německý Brod, politický okres Ledeč nad Sázavou, soudní okres Dolní Kralovice[7]
- 1942 země česká, Oberlandrat Tábor, politický okres Ledeč nad Sázavou, soudní okres Dolní Kralovice[8]
- 1945 země česká, správní okres Ledeč nad Sázavou, soudní okres Dolní Kralovice[9]
- 1949 Pražský kraj, okres Vlašim[10]
- 1960 Středočeský kraj, okres Benešov
- 2003 Středočeský kraj, okres Benešov, obec s rozšířenou působností Vlašim

### Rok 1932
Ve městě Čechtice (892 obyvatel) byly v roce 1932 evidovány tyto živnosti a obchody:
- Instituce a průmysl: poštovní úřad, telefonní úřad, telegrafní úřad, četnická stanice, katol. kostel, Živnostenské společenstvo, sbor dobrovolných hasičů, cihelna, výroba lihovin, mlýn, hospodářské skladištní družstvo, stavitel, škrobárna, 2 velkostatky
- Služby (výběr): lékař, nákladní autodoprava, cukrář, drogerie, družstvo pro rozvod elektrické energie v Čechticích, hodinář, 4 hostince, kapelník, kožišník, půjčovna mlátiček, sedlář, soustružník, Občanská záložna v Čechticích, Okresní hospodářská záložna, zámečník

Ve vsi Černičí (přísl. Chyšná, Krčmy, Růžkovy Lhotice, Malá Paseka, 815 obyvatel, samostatná ves se později stala součástí Čechtic) byly v roce 1932 evidovány tyto živnosti a obchody: družstvo pro rozvod elektrické energie v Růžkových Lhoticích, Malé Pasece a Sudislavicích, 4 hostince, kovář, 2 krejčí, lihovar, rolník, 3 obchody se smíšeným zbožím, 4 trafiky, truhlář, velkostatkář Holzer.
Ve vsi Jeníkov (270 obyvatel, samostatná ves se později stala součástí Čechtic) byly v roce 1932 evidovány tyto živnosti a obchody: 2 hostince, kolář, kovář, krejčí, mlýn, obuvník, řezník, obchod se smíšeným zbožím, trafika.

## Pamětihodnosti

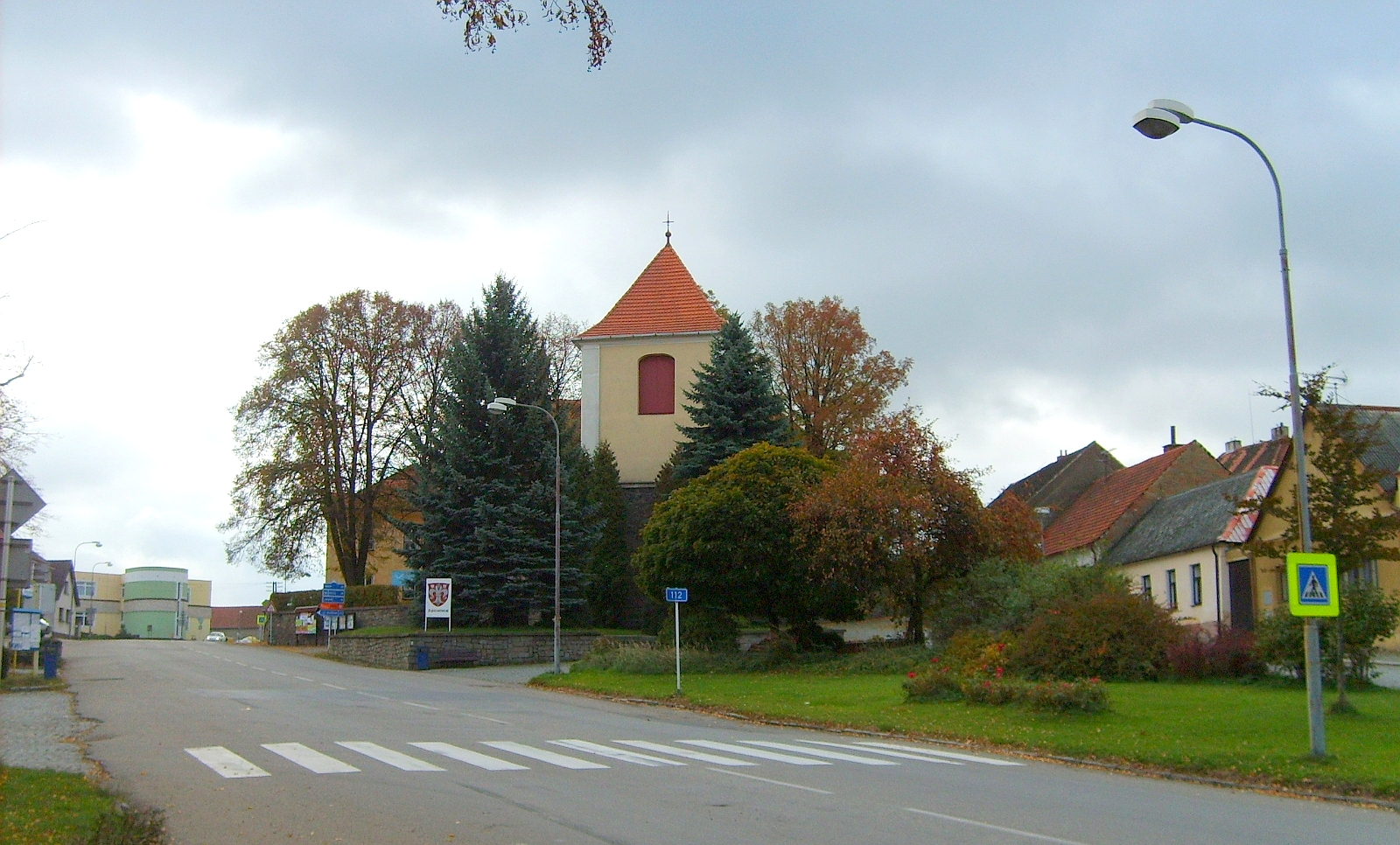
Horní část náměstí s kostelem sv. Jakuba a nákupním střediskem (v pozadí)

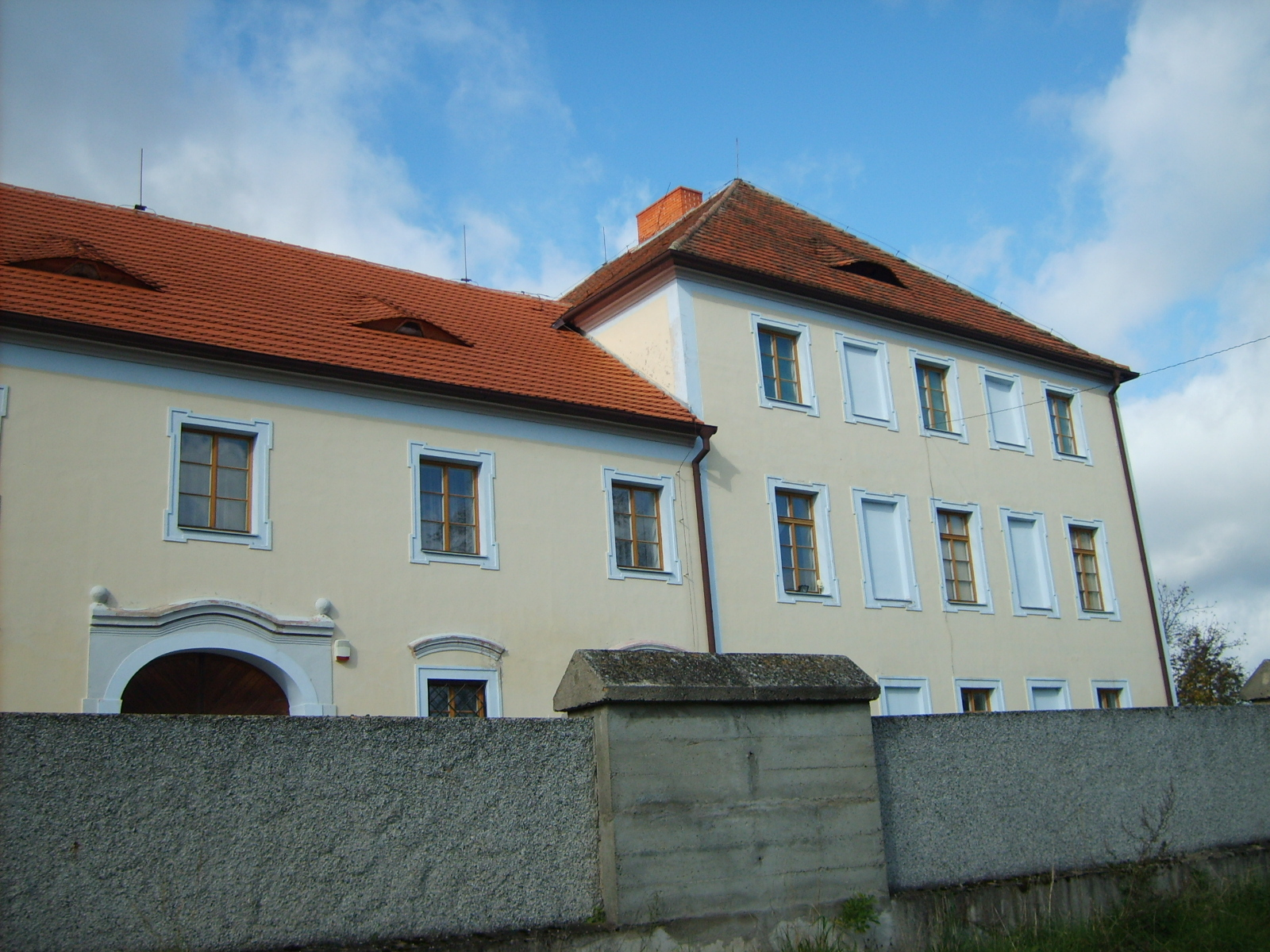
Barokní zámek v Růžkových Lhoticích – místo častých pobytů Bedřicha Smetany, dnes expozice hudebních tradic Podblanicka

- Zámek na náměstí – trojkřídlá barokní stavba z let 1655–1658.
- Kostel svatého Jakuba Většího – vystavěn ve 14. století v gotickém slohu, v 17. století zbarokizován.
- Radnice – renesanční stavba z roku 1606, upravena v 19. století. Sídlo úřadu městyse.
- Zámek v Růžkových Lhoticích – barokní stavba postavená v 18. století na místě původní tvrze. Od svých 11 let zde často pobýval Bedřich Smetana, který později na ty doby vzpomínal jako na nejšťastnější období svého života. V roce 1973 získalo zchátralou budovu benešovské okresní muzeum. Od roku 1984 je zde expozice Hudební tradice Podblanicka.
- Farní kostel ve Zhoři – kostel Nanebevzetí Panny Marie staršího založení, přestavěn v 17. stol.

## Vývoj počtu obyvatel

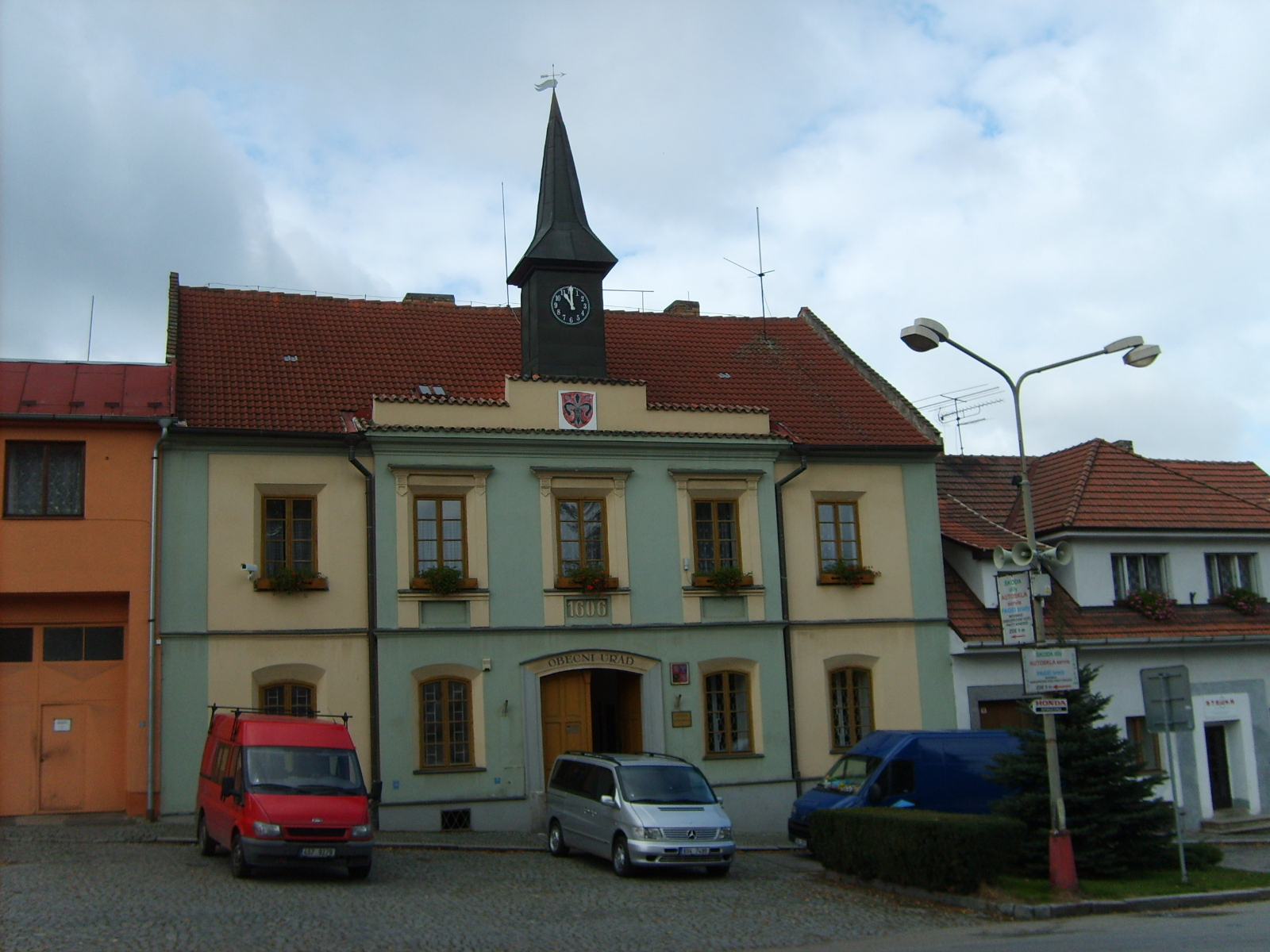
Renesanční budova úřadu městyse

| Rok sčítání    | 1869  | 1900  | 1930  | 1950  | 1970  | 1980  | 1991  | 2001  |
| Počet obyvatel | 2 951 | 2 862 | 2 417 | 1 960 | 1 667 | 1 564 | 1 434 | 1 424 |

## Současnost
Dnes jsou Čechtice střediskovou obcí (od konce roku 2006 mají status městyse, který jim byl navrácen z historických důvodů). Integrace většiny osad proběhla v roce 1980. V roce 1990 byla osamostatněna obec Borovnice.
Největším zaměstnavatelem v obci je Zemědělské družstvo Čechtice. Dále zde sídlí několik dalších menších firem – např. výrobna sportovní obuvi, autoservis nebo několik řemeslnických dílen. Najdeme tu také 3 obchody s potravinami, 2 drogerii, 2 papírnictví, 3 obchody s oblečením, kadeřnictví a 2 květinářství.
Možnosti nákupů zajišťuje kromě jiných menších provozoven také velké nákupní středisko (se samoobsluhou) v horní části náměstí. Na okraji obce je čerpací stanice pohonných hmot.
V městečku se nachází také základní škola, zdravotní středisko, pošta, obvodní oddělení Policie ČR. Na úřadu městyse sídlí také stavební a matriční úřad se spádovou oblastí pro obce Borovnice, Mnichovice, Strojetice a městysi Křivsoudov.
V Čechticích působí také celá řada spolků, často se stoletou tradicí – Sbor dobrovolných hasičů (1877), Český svaz včelařů (1908), Sokol (1914), Myslivecké sdružení, Český svaz chovatelů a Český zahrádkářský svaz.

## Doprava

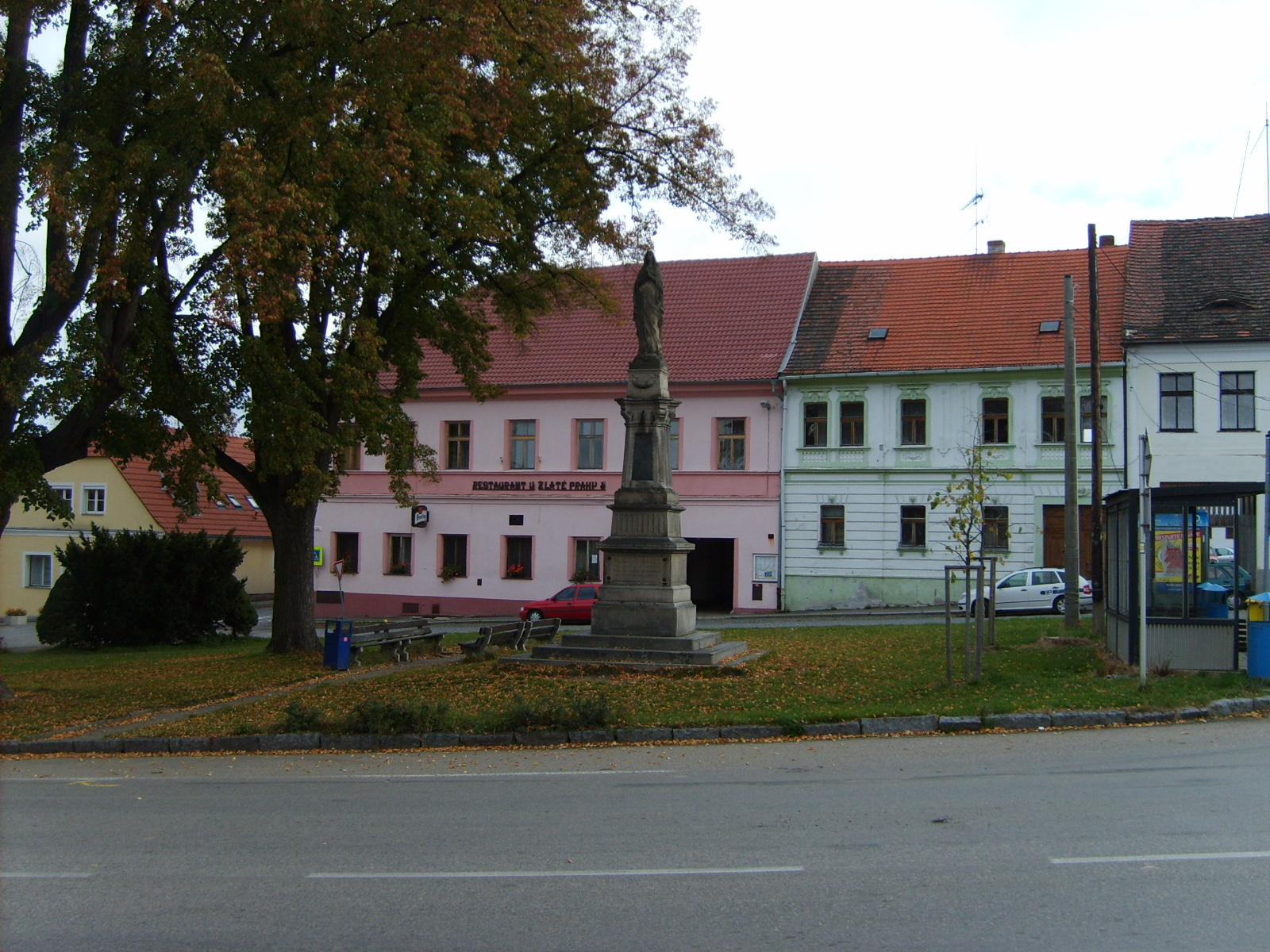
Hostinec a socha Panny Marie na boční straně náměstí

### Dopravní síť
- Pozemní komunikace – Čechtice leží na významné historické stezce z Prahy přes Benešov do Pelhřimova a Jihlavy, která byla až do 70. let 20. stol. využívána i pro spojení Prahy a Brna. Dnes se jedná o silnici II/112. Vede z Benešova přes Vlašim, Pelhřimov a Telč až do Želetavy na Třebíčsku – v podstatě protíná ve směru SZ – JV celou Českomoravskou vrchovinu. V městečku na ni navazuje západní větev silnice II/150 s trasou Votice – Jankov – Načeradec – Čechtice – Loket u Čechtic (D1) – Ledeč nad Sázavou – Havlíčkův Brod. Tato silnice je také nejrychlejší spojnicí Čechtic s dálnicí D1 v Lokti. Dále zde najdeme velké množství silnic III. třídy spojujících Čechtice s přilehlými obcemi.
- Železnice – Železniční trať ani stanice na území obce nejsou.

### Veřejná doprava 2012
- Autobusová doprava – Městysem projížděly autobusové linky do těchto cílů: Benešov, Dačice, Humpolec, Jemnice, Jihlava, Jindřichův Hradec, Kamenice nad Lipou, Ledeč nad Sázavou, Pacov, Pelhřimov, Praha, Telč, Vlašim.

## Části obce
| Název           | Počet obyvatel (2001) | Vzdálenost a směr od Čechtic |
| --------------- | --------------------- | ---------------------------- |
| Čechtice        | 929                   | –                            |
| Černičí         | 57                    | 2 Jv                         |
| Dobříkovice     | 22                    | 6 Z                          |
| Jeníkov         | 103                   | 4 Z                          |
| Krčmy           | 4                     | 4 Jv                         |
| Malá Paseka     | 43                    | 2 J                          |
| Nakvasovice     | 60                    | 5 Z                          |
| Nové Práchňany  | 22                    | 4 Jz                         |
| Otročice        | 102                   | 4 Sz                         |
| Palčice         | 5                     | 7 Z                          |
| Růžkovy Lhotice | 31                    | 3 Z                          |
| Staré Práchňany | 27                    | 4 Jz                         |
| Sudislavice     | 9                     | 3 J                          |
| Zhoř            | 10                    | 6 Z                          |

Od 1. ledna 1980 do 31. prosince 1991 k městysi patřily i Strojetice.

## Osobnosti
- Ferdinand Čenský (1829–1887), český důstojník, učitel, spisovatel a novinář
- Knížata z Auerspergu – poslední majitelé čechtického zámku, velkostatku a rozlehlých pozemků kolem Čechtic

## Turistika
- Cyklistika – Městysem vedou cyklotrasy č. 0070 Lesáky – Pravonín – Čechtice, č. 0071 Čechtice – Trhový Štěpánov – Český Šternberk a č. 0084 Dolní Kralovice – Hořice – Studený – Čechtice.
- Pěší turistika – Městysem vede turistická trasa  Načeradec – Jizbice – Čechtice – Růžkovy Lhotice – Děkanovice – Dolní Kralovice.